# Träumerei
「träumerei」（トロイメライ）は、LiSAの楽曲。HIDEO NEKOTAにより制作された。LiSAの4枚目のシングルとして2013年8月7日にアニプレックスから発売された。

## 概要
LiSAのシングルとしては前作「best day,best way」から約4か月ぶりのリリースとなる。
本曲は、テレビアニメ『幻影ヲ駆ケル太陽』のオープニングテーマに起用された。自身のタイアップでは初となるオリジナル作品のため、自分の思う通りに作れると考えたという。制作に際し先ずアニメの原作からいかなる状況にもかかわらず自分の宿命を成し遂げる強い意志を読み取り、それを自身の宿命に置き換えた上で制作を開始したという。作品とも関連したカッコイイ楽曲に仕上がっており、サビでは攻撃力が強く緊迫感のある曲調となっている。
PVは逆方向に動く時計や宝石が突然現れるといったファンタジー要素の強いものに仕上がっている。
シングルは初回限定盤（SVWC-7948/9）・期間限定盤（SVWC-7950/1）・通常盤（SVWC-7952）の3種リリースで、初回限定盤には本曲のPVを収録したDVDが同梱されている。
シングルの2曲目「I doubt it」は、表題曲で描かれた主人公の気持ちとは別の気持ちをLiSAの視点で描いている。そのためレコーディングではクリックを使わず感情を剥き出して歌ったためライブ感覚を味わえたという。
初回限定盤の3曲目「SPiCE」は、LiSAの朝食の光景を歌った曲で、歌詞にもピーナッツバター、ベーコン、トースターなど朝食にちなんだフレーズが散りばめられている。ちなみに作詞中トースターを買ってパンとベーコンと卵を焼く毎日だったので楽しかったという。
期間限定盤の3曲目「夕焼けノスタルジア」は、LiSAの昔の気持ちを歌った切なく前向きな曲。

## 収録曲

### 初回限定盤・通常盤
| #         | タイトル                                                          | 作詞         | 作曲         | 編曲                     | 時間  |
| --------- | ----------------------------------------------------------------- | ------------ | ------------ | ------------------------ | ----- |
| 1.        | 「träumerei」(テレビアニメ『幻影ヲ駆ケル太陽』オープニングテーマ) | HIDEO NEKOTA | HIDEO NEKOTA | akkin                    | 4:15  |
| 2.        | 「I doubt it」                                                    | LiSA         | 岸田         | 岸田教団&THE明星ロケッツ | 3:25  |
| 3.        | 「SPiCE」                                                         | LiSA         | 原一博       | 原一博                   | 3:56  |
| 4.        | 「träumerei -instrumental-」                                      |              |              |                          |       |
| 合計時間: | 合計時間:                                                         | 合計時間:    | 合計時間:    | 合計時間:                | 15:51 |

| #  | タイトル                   | 作詞 | 作曲・編曲 |
| -- | -------------------------- | ---- | ---------- |
| 1. | 「träumerei -Music Clip-」 |      |            |

### 期間限定盤
| #         | タイトル                                                          | 作詞         | 作曲         | 編曲                     | 時間  |
| --------- | ----------------------------------------------------------------- | ------------ | ------------ | ------------------------ | ----- |
| 1.        | 「träumerei」(テレビアニメ『幻影ヲ駆ケル太陽』オープニングテーマ) | HIDEO NEKOTA | HIDEO NEKOTA | akkin                    | 4:15  |
| 2.        | 「I doubt it」                                                    | LiSA         | 岸田         | 岸田教団&THE明星ロケッツ | 3:25  |
| 3.        | 「夕焼けノスタルジア」                                            | 古屋真       | 黒須克彦     | akkin                    | 3:10  |
| 4.        | 「träumerei -TV ver.-」                                           |              |              |                          | 1:32  |
| 合計時間: | 合計時間:                                                         | 合計時間:    | 合計時間:    | 合計時間:                | 12:24 |

| #  | タイトル                                              | 作詞 | 作曲・編曲 |
| -- | ----------------------------------------------------- | ---- | ---------- |
| 1. | 「träumerei -"幻影ヲ駆ケル太陽" non-credit opening-」 |      |            |